# 许宝骙
许宝骙（1909年4月1日—2001年9月29日），又名许介君，浙江杭州府仁和县人，中华民国及中华人民共和国翻译家、政治人物，中国国民党革命委员会成员。

## 生平
1909年4月1日，生于浙江杭州。1932年，从燕京大学哲学系毕业，是张东荪的学生。随张东荪去广东投靠陈济棠，任广州学海书院秘书兼图书馆馆长，私立中国大学总务长、教授，宋哲元的冀察政委会科长，抗战前就与王克敏相熟。伪北京大学文学院教务科主任。担任王克敏的机要秘书。在王定南领导下参与沦陷区的文化教育的秘密工作。1938年冬第一次到大后方，在重庆面见国民政府教育部长陈立夫为北平的私立中国大学重新备案。1940年11月在王定南领导下，推动伪北京大学文学院院长周作人出任华北政务委员会教育督办伪职。1941年4、5月间第二次赴重庆。1941年8月在重庆是“中国民主革命同盟”创建的18名发起人之一。1942年夏天回北平，不数日亡命上海。1943年春又回北平。1943年11月又推动王谟出任华北政务委员会教育督办伪职。
1945年抗战胜利后，和张东荪在北平创办《正报》，担任主笔。参与“三民主义同志联合会”地下组织，并且在争取北平和平解放期间开展了有效的活动。
中华人民共和国成立后，任中法大学教授，北京大学副教授，同时任民革中央委员、民革中央宣传部副部长、民革北京市委常委、民革北京市委代理秘书长。1951年，出任中国人民赴朝慰问团总团副秘书长。1957年反右运动中，许宝骙被打成“右派”。1957年到1966年，在全国政协文史资料委员会负责审稿。“四人帮”被粉碎后，许宝骙任民革中央宣传部副部长、理论政策研究委员会副主任、学习委员会副主任、《团结报》总编辑、社长等职务。许宝骙曾任全国政协文史资料委员会副主任。
许宝骙是第二、五届全国政协委员，第六、七届全国政协常务委员，中国国民党革命委员会中央委员会第五、六届常务委员、第九届顾问、原中央监察委员会常务委员。
2001年9月29日，许宝骙在北京病逝，享年92岁。

## 著作
- 〔英〕约翰·密尔，论自由，程崇华 译，北京：商务印书馆，1959年
  - 〔英〕约翰·密尔，论自由，程崇华 译，北京：商务印书馆，1986年
  - 〔英〕约翰·密尔，论自由，许宝骙 译，北京：商务印书馆，2005年
- 〔英〕培根，新工具，许宝骙 译，北京：商务印书馆，1984年

## 家庭
许家共有兄弟姐妹7人。
- 祖父：许祐身，清朝苏州府知府[4]
- 父：许引之，清朝两浙盐运使[4]
- 母：程时嘉，江西新建县人[4]
- 姐：许宝驯。丈夫为俞平伯[4]
- 兄：许宝驹[4]
- 弟：许宝騄，在兄弟姐妹7人中最年幼[4][5]